# R-407c

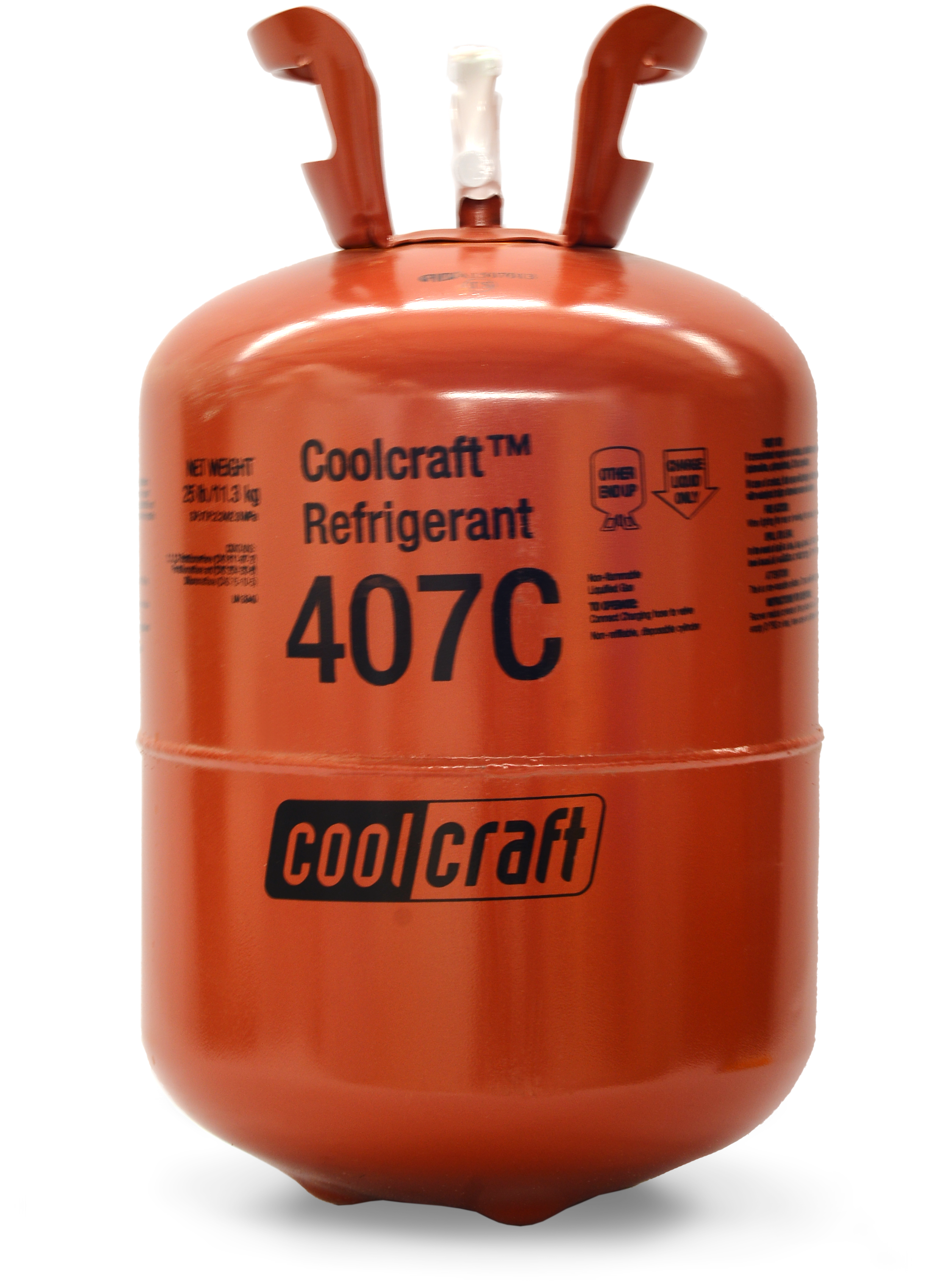
R407C-Behälter

R-407C ist ein Kältemittel, welches aus einer Kombination von Fluorkohlenwasserstoffen besteht. Es ist ein zeotropes Gemisch aus Difluormethan (R-32), Pentafluorethan (R-125) und 1,1,1,2-Tetrafluorethan (R-134a). Difluormethan dient zur Bereitstellung der Wärmekapazität, Pentafluorethan verringert die Entflammbarkeit und Tetrafluorethan verringert den Druck. Im Gegensatz zu R-134a hat eine gleich groß dimensionierte Klimaanlage ein Drittel mehr Leistung. R-407C Flaschen sind in burnt orange.

Das Kältemittel ist als Ersatz für R-22 vorgesehen. Laut Montreal-Protokoll wurde dessen Produktion 2020 eingestellt. Ab 2025 darf aber auch R407C nicht mehr in Monosplitanlagen <3 kg Füllmenge eingesetzt werden.
| Eigenschaft                                       | Werte                                                                                |
| ------------------------------------------------- | ------------------------------------------------------------------------------------ |
| Chemische Formel                                  | \| CH2F2 \| R32 (23 %) \| \| CF3CHF2 \| R125 (25 %) \| \| CF3CH2F \| R134a (52 %) \| |
| Molekülmasse (kg/kmol)                            | 86.2                                                                                 |
| Siedepunkt (°C)                                   | −43,8                                                                                |
| Dichte der gesättigten Flüssigkeit (25 °C), kg/m3 | 1138                                                                                 |
| Gesättigte Dampfdichte (25 °C), kg/m3             | 43,8                                                                                 |
| Kritische Temperatur (°C)                         | 86,4                                                                                 |
| Kritischer Druck (bar)                            | 46,3                                                                                 |
| Flüssigkeitswärmekapazität bei 25 °C, (kJ/(kg·K)) | 1,533                                                                                |
| Dampfwärmekapazität bei 1,013 bar (kJ/(kg·K))     | 1,107                                                                                |
| Treibhauspotential                                | 1774                                                                                 |
| Ozonabbaupotential                                | 0                                                                                    |
| CH2F2                                             | R32 (23 %)                                                                           |
| CF3CHF2                                           | R125 (25 %)                                                                          |
| CF3CH2F                                           | R134a (52 %)                                                                         |